# Agostino Lanfranchi
Agostini Lanfranchi (ur. 24 czerwca 1892 w Palazzolo sull’Oglio, zm. 15 lutego 1963 w Bergamo) – włoski skeletonista i bobsleista, olimpijczyk.

## Kariera
W 1928 roku wystartował na igrzyskach olimpijskich w Sankt Moritz, zajmując czwarte miejsce w skeletonie. Walkę o podium przegrał tam z Davidem Carnegie'em o 3,6 sekundy. Na rozgrywanych cztery lata później igrzyskach w Lake Placid nie rozgrywano tej konkurencji, ale Lanfranchi wystąpił w obu konkurencjach bobslejowych. W dwójkach był ósmy, a w rywalizacji czwórek jego osada uplasowała się na piątej pozycji. Nigdy nie zdobył medalu na mistrzostwach świata w żadnym z tych sportów.
Jego brat Gaetano Lanfranchi również był bobsleistą.